# 貝特朗·波尼洛
貝特朗·波尼洛（法語：Bertrand Bonello)，是一位法国电影导演、编剧、制片人和作曲家。他生活在巴黎和蒙特婁之间。他的作品也与新法國極端主義有关。

## 生平
貝特朗·波尼洛擁有古典音樂背景，他在自己執導的許多電影作品中親自編寫配樂，他也常在自己執導的電影親自演出。他曾以《我是男我是女》（2003）、《巴黎妓院回憶錄》（2011）與《巴黎聖羅蘭》（2014）三度進入坎城影展正式競賽單元，並憑藉《巴黎聖羅蘭》入圍凱薩獎最佳導演獎，且代表法國角逐奧斯卡最佳外語片獎。

## 電影作品

### 導演
- 1998年：《有機物》（Quelque chose d'organique）
- 2001年：《色情大師（法语：Le Pornographe (film, 2001)）》（Le Pornographe）
- 2003年：《我是男我是女》（Tiresia）
- 2008年：《論戰爭（法语：De la guerre (film)）》（De la guerre）
- 2011年：《巴黎妓院回憶錄（法语：L'Apollonide : Souvenirs de la maison close）》（L'Apollonide : Souvenirs de la maison close）
- 2014年：《巴黎聖羅蘭》（Saint Laurent）
- 2016年：《夜行盛宴（法语：Nocturama (film)）》（Nocturama）
- 2019年：《巫毒少女》（Zombi Child）
- 2022年：《昏迷（法语：Coma (film, 2022)）》（Coma）
- 2023年：《超時空愛殺》（La Bête）

## 外部連結
- 貝特朗·波尼洛在互联网电影资料库（IMDb）上的資料（英文）